# Pyxis arachnoides
La testuggine aracnoide (Pyxis arachnoides Bell, 1827) è una specie di tartaruga della famiglia Testudinidae endemica del Madagascar ed è una delle due specie del genere Pyxis.

## Biologia
Si conosce molto poco del ciclo vitale di questa rara tartaruga, che si ritiene possa vivere fino a 70 anni. La sua dieta consiste principalmente di foglie tenere, con l'aggiunta di larve d'insetto e persino escrementi di animali più grandi. Quando arriva la stagione delle piogge, il periodo di dormienza termina e le tartarughe iniziano ad accoppiarsi. Le femmine depongono un solo uovo a covata, che dopo un periodo di incubazione di circa 220-250 giorni si schiude. I cuccioli appena nati sono già autosufficienti ed iniziano a nutrirsi da soli.

## Distribuzione e habitat
Le restanti popolazioni selvatiche di tartarughe aracnoidi si trovano solo nel sud-ovest del Madagascar, dove prediligono le aree aride dalla vegetazione spinosa delle zone costiere sabbiose.

## Conservazione

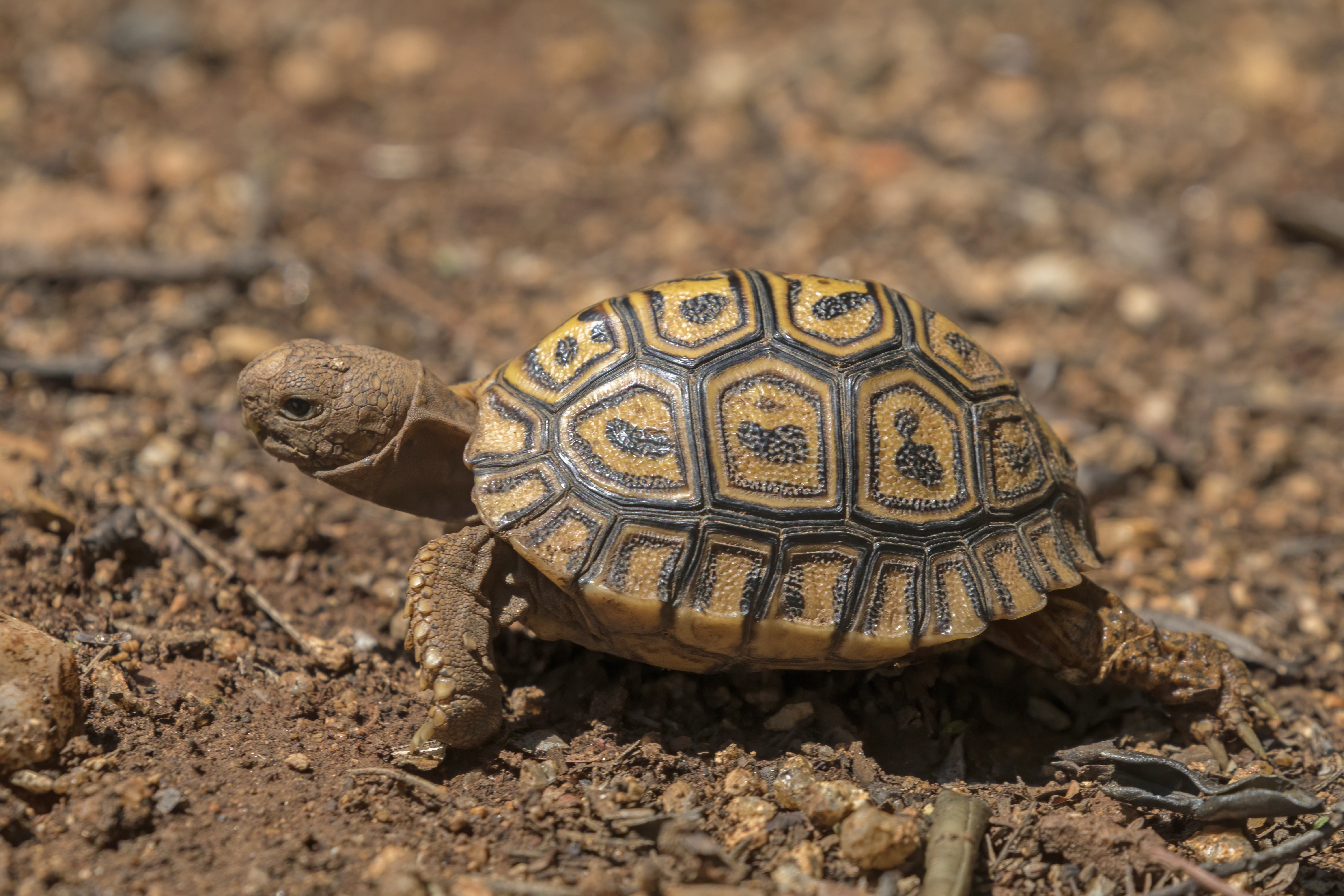
Un giovane esemplare, al parco nazionale di Tsimanampetsotsa, Madagascar

La Lista rossa IUCN classifica Pyxis arachnoides come specie in pericolo critico di estinzione (Critically Endangered). Sebbene il commercio di questi animali sia illegale in Madagascar, la specie rimane comunque ampiamente contrabbandata per il suo uso come cibo, l'uso di parti del corpo e come animali domestici esotici importati illegalmente.
Diverse istituzioni e giardini zoologici hanno cominciato ad allevare questi animali in cattività per incrementare i numeri delle popolazioni selvatiche. L'acquario di Genova, presso la sua sezione tropicale, in collaborazione con l'EEP, ha attuato un progetto di riproduzione e reintroduzione della specie. L'impegno della struttura nella salvaguardia della specie ha portato alla nascita di diverse giovani individui.